# Liste der Monuments historiques in Cavan (Côtes-d’Armor)
Die Liste der Monuments historiques in Cavan (Côtes-d’Armor) führt die Monuments historiques in der französischen Gemeinde Cavan auf.

## Liste der Bauwerke
| Bezeichnung      | Beschreibung | Standort | Kennzeichnung | Schutzstatus | Datum | Bild           |
| ---------------- | ------------ | -------- | ------------- | ------------ | ----- | -------------- |
| Kirche St-Chéron | Erbaut 1684  | (Lage)   | PA00089060    | Inscrit      | 1926  | weitere Bilder |

## Liste der Objekte

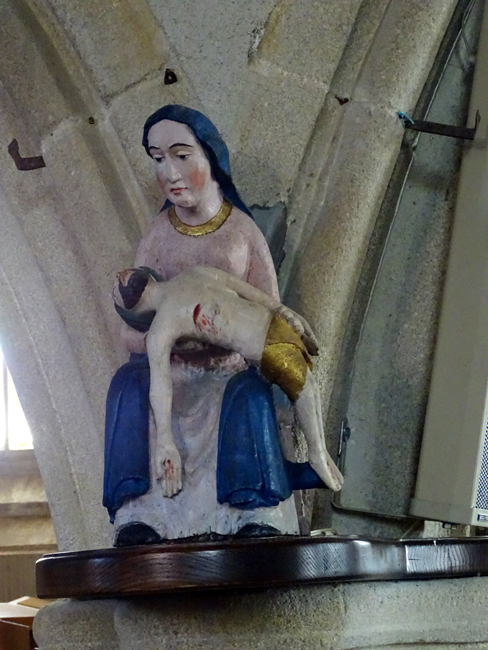
Pietà (16. Jahrhundert) in der Kirche St-Chéron

- Monuments historiques (Objekte) in Cavan (Côtes-d’Armor) in der Base Palissy des französischen Kultusministeriums